# Yvon Koudam
Yvon Koudam de son nom complet Assou Elom Yvon Koudam, né le 29 avril 1993, à Lomé est un tech entrepreneur togolais qui opère dans l'informatique et la transformation digitale.
Il acquiert une renommée internationale grâce à Kondjigbalẽ,, un produit de MDKr Labs se déclinant comme un start-up d'accès aux soins de santé en Afrique via le carnet de santé numérique, intégré d'un centre d'appel en langue locale,.

## Biographie

### Études et formation
Yvon, après son baccalauréat, il suit une formation universitaire en informatique à l'institut polytechnique Defitech de Lomé, spécialisée dans la conception d'applications et le génie logiciel d'où il obtient son Brevet de Technicien Supérieur (BTS) en 2014,,.

### Carrière professionnelle
À l'orée de son parcours, il débute chez E-AgriBusiness
, une entreprise offrant une plateforme faisant la mise en relation des acteurs du secteur agricole togolais, c'est ainsi qu'après six ans d'expériences en tant que salarié, il se perfectionne dans la mise en place des solutions numériques innovantes pour des organisations et entreprises.
En juin 2019, il se lance dans l'entrepreneuriat pour concrétiser son rêve d'enfance qui consiste à la résolution des problèmes liés à sa communauté. L'idée s'est devenue plus encrée lorsqu'il a failli perdre un proche à cause de l'oubli de son carnet de santé il s'associe avec Minlekib Fabienne et Amen Galley, ils cofondent et lance Kondjigbalẽ, qui facilite l'accès aux soins de santé aux patients par des conseils et sensibilisations. C'est aussi un carnet numérique en ligne en remplacement des carnets de santé en papier qui deviennent caduques à l'usage,,,.
Ce projet lui a permis de remporter plusieurs prix nationaux comme internationaux à l'instar de la 5e édition du concours RFI Challenge App Afrique. Tout cet exploit, lui a valu l'honneur d'être reçu le mardi 16 février 2021 à Lomé en audience officielle par Mme Victoire Tomegah Dogbé (Premier ministre du Togo),.
De 2016 à 2022, il est employé chez Clin Sarl U et AgriStore en tant qu'analyste programmeur.
En 2023, il est au poste de délégué national de l'innovation à la semaine de l'innovation (Youth Innovation Week) par le gouvernement togolais,. En juin, il devient  consultant développeur et chargé de la transformation digitale chez Innov'Up dans le cadre du programme ProDigit (GIZ).

## Prix et distinctions
- 2023 : Nommé à  la Semaine l’Afrique des Solutions (SAS) à Paris (France) le 23 octobre au 28 octobre[45].
- 2023: Classement de Forbes 30 Under 30 en juillet[35],[27].
- 2022: Meilleur Digital Entrepreneur de l'année par Togo Top Impact[46].
- 2021 : Lauréat de la 1re édition du programme L'Afrik De Demain initié par Oceans News en décembre[7].
- 2021 : 10e finaliste de la 5e édition du concours RFI Challenge App Afrique organisé par RFI et France 24 le 23 janvier[25],[7],[47].
- 2020: Finaliste du concours Hacking Covid-19 Africa organisé par HEC Paris en juin[17],[11].
- 2019: 1re prix au Innovation Challenge au Togo organisé le 16 février à Lomé par le Ministère du Développement à la Base  de l’Artisanat et de l'Emploi des Jeunes et PNUD, piloté par le FAIEJ en 23 novembre[25],[32],[28],[4],[7] .
- 2019: 1re prix au Pitch Your Startup Idea de Fenes (First Student Digital Entrepreneurship Forum) organisé par Enginnova et  l'ambassade de France au Togo en mai[17],[41],[7].
- 2017: 1re prix Hackathon AgriPME Togo organisé par le CIO Mag en collaboration avec le Ministère des postes et de l'Économie Numérique en mars[23].

## Événements
- 2023 : Participation à Sin Africa le 11 octobre et le 12 octobre[48],[49].
- 2023 : Représentant du Togo à Brazzaville International Leadership Youth Forum (BILYF) le 30 mars et le 31 mars[8].
- 2023 : Il est au poste de délégué à la semaine de l'innovation (Youth Innovation Week) par le gouvernement togolais, qui a réussi à rassembler 3000 jeunes en 4 jours du 24 janvier au 27 janvier[29],[43].
- 2022 : Participation à l'Emerging Valley au salon sur l'innovation organique et des Tech émergentes Afrique-Europe du 28 novembre au 29 novembre passé à Aix-Marseille-Provence en France[50],[1].
- 2022 : Représentant Afrique à Francophone du Festival Français: Festival de la Communication Santé en janvier[9].
- 2021 : Audience officielle par Mme Victoire Tomegah Dogbé (Premier ministre du Togo)[41],[4].